# Фримен, Джон (поэт)
Джон Фредерик Фримэн (англ. John Freeman; 29 января 1880 — 23 сентября 1929) — английский поэт и эссеист, который бросил успешную карьеру в страховании, для того, чтобы его ничего не отвлекало от творчества.
Он родился в Лондоне, начинал работать в качестве курьера в возрасте 13 лет. Был близким другом Вальтера де ла Маре с 1907 года, который трудно лоббировал с Эдвардом Маршом, чтобы Фримэн получил место в сборнике георгианской поэзии. Де ла Маре описывает Джона, как высокого, долговязого, некрасивого, торжественного, пунктуального человека.

## Награды и почётные звания
Готорнденская премия 1920 года

## Работы
- Presage of Victory (1916)
- Stone Trees (1916)
- Ancient and Modern Essays in Literary Criticism (1917)
- Memories of Childhood and other Poems (1919)
- Poems 1909—1920 (1920)
- Music (1921)
- The Grove and Other Poems (1925)
- Prince Absalom (1925)
- Collected Poems (1928)
- Last Poems (1930)